# Albert Einstein
Albert Einstein (født 14. marts 1879, død 18. april 1955) var en tysk teoretisk fysiker med en omfattende og banebrydende videnskabelig produktion. I dag huskes han især som grundlæggeren af den specielle og den almene relativitetsteori og for sit pacifistiske engagement i politiske og sociale forhold. Han blev tildelt Nobelprisen i fysik i 1921 for sin beskrivelse af den fotoelektriske effekt. Einstein betragtes som en af det tyvende århundredes vigtigste videnskabsmænd, eftersom hans teorier og videnskabelige arbejde i høj grad ligger til grund for vores nuværende forståelse af universet.

## Baggrund
Albert Einstein blev født i den sydtyske by Ulm, men familien flyttede umiddelbart efter fødslen til München i 1880, hvor faren, Hermann Einstein, åbnede en mindre elektronikvirksomhed sammen med sin bror . Hermann havde en baggrund som sælger og ingeniør, og den nyoprettede virksomhed beskæftigede sig med at fremstille dynamoer, altså apparater der producerer (omdanner til) jævnspænding. I 1885 lykkes det virksomheden at sikre en ordre, der ville at sikre, at den berømte Oktoberfest blev belyst for første gang i dens historie vha. dynamoer.
Det endte dog med, at faderens virksomhed i 1894 måtte lukke. Den primære årsag var, at virksomheden tabte en stor ordre om retten til at levere elektricitet til München, til Siemens. Dette nederlag skyldtes i høj grad, at faderens virksomhed havde satset på jævnspænding mens Siemens havde satset på vekselspænding. I denne forbindelse (og jf. the War of Currents) så triumferede vekselspændingen og dennes fordele overfor jævnspænding.

### Uddannelse
Albert Einstein blev som seksårig, på trods af sin jødiske baggrund, indskrevet i den katolske grundskole Petersschule, hvorfra han som niårig blev overflyttet til Luitpold Gymnasium (i dag kendt som Albert Einstein Gymnasium). På grund af familiens føromtalte økonomiske vanskeligheder valgte de i 1894 at flytte til Torino og få måneder senere til Pavia. Albert Einstein blev i München for at afslutte gymnasiet, eftersom det var farens ønske, at han skulle forfølge en karriere som elektroingeniør. Albert brød sig dog ikke om gymnasiets undervisningsmetoder, hvorfor han i 1895 valgte at afbryde skolegangen for at følge efter forældrene til Italien.
Som 16-årig, i 1895, forsøgte Albert uden studentereksamen at blive indskrevet på Zürichs polytekniske højskole. Han bestod dog ikke optagelsesprøven, selv om han fik topkarakterer i fysik og matematik, og derfor tog han i 1896 studentereksamenen på gymnasiet i Aarau i Schweiz. Straks herefter påbegyndte Albert fysikstudiet på Zürichs polytekniske højskole og fire år efter fik han sit diplom i 1900.
Under sit studieophold i Zürich havde Albert frabedt sig sit tyske statsborgerskab. Dette var sket med faderens accept, eftersom den på det tidspunkt 17-årige Einstein ville undgå den tyske værnepligt. Derfor var han i en periode statsløs, og først i 1901 fik han schweizisk statsborgerskab.

### Ægteskaber
Albert Einstein mødte sin første hustru i forbindelse med sit studieophold på Zürichs polytekniske højskole. Mileva Maric studerede ligeledes fysik og matematik på skolen, og det var på trods af, at disse fag var domineret af mandlige studerende. Således var hun faktisk den eneste kvindelige studerende i klassen, og derfor endte det med, at hun tilbragte megen tid sammen med den unge Albert Einstein. I kontrast til Einstein så endte det dog med, at Mileva dumpede en del af sine eksamener.
Grundet pludselig graviditet blev Albert og Mileva gift i 1903. Parret fik to sønner, Hans Albert (1904) og Eduard (1910). Den yngste af de to sønner blev sendt på institution for skizofreni og døde på en anstalt. Den ældste, Hans Albert, flyttede til Californien, blev universitetslærer og havde ikke megen kontakt med sin far. Endvidere fik Albert og Milevas datteren Lieserl, der blev født før de blev gift. Det er dog uvist hvad der skete med hende, idet nogle mener, at hun døde som spæd, mens andre mener, at hun blev bortadopteret.
Albert og Mileva blev skilt i 1916. Det var Einstein som ønskede en skilsmisse, og i forbindelse med denne skilsmisse blev Mileva stillet de præmiepenge, som følger med en Nobelpris i udsigt. Einstein havde på dette tidspunkt endnu ikke vundet prisen, man han var ganske sikker på, at det blot var et spørgsmål om tid. Mileva, som selv havde studeret fysik og endvidere havde læst korrektur på nogle af mandens videnskabelige artikler, kunne godt se det fornuftige i dette forslag, og hun indvilligede derfor i betingelserne for skilsmissen. Mileva flyttede efter skilsmissen tilbage Zürich med børnene, og da Einstein endelig vandt Nobelprisen i 1921, blev Einsteins præmiepenge, som lovet, overført til hende. Hun valgte herefter at investere disse penge i et ejendomskompleks i Zürich.
Den 2. juni 1919 giftede Albert Einstein sig på ny. Denne gang med sin kusine Elsa Löwenthal, født Einstein. Efternavnet havde hun fra sin mand af første ægteskab. Elsa var tre år ældre end Albert. Fra dette ægteskab var der ingen børn.

### Patentkontor
Efter at have bestået sine eksamener i forbindelse med studiet i Zürich i 1900, søgte Einstein diverse akademiske stillinger på forskellige universiteter. I næsten to år forsøgte han at finde arbejde inden for den akademiske verden - dog uden held. Tidligere lærere og bekendte indenfor den akademiske verden havde beskrevet som arrogant og ikke mindst intolerant, hvilket besværliggjorde hans muligheder for at finde arbejde ved et universitet.
Einstein havde i denne periode kun været i stand til at finde nogle forskelligartede vikariater, hvilket lige akkurat sikrede en indtægt som kunne opretholde hans eksistensgrundlag. Generelt var det en turbulent og trist periode i Einsteins liv. Foruden de mange afslag fra diverse universiteter, så døde hans far, Hermann Einstein, i 1902. Faderen nåede dermed aldrig at se Albert få succes, hvorfor Hermann ved sin død betegnede sønnen som en fiasko.
Albert Einstein blev, på bagrund af et tidligere vikariat, i 1903 fuldtidsansat som teknisk sagsbehandler på patentkontoret i Bern. På dette tidspunkt var Einstein blevet nødt til at nedprioritere jagten efter en universitetsstilling, eftersom han var nødsaget til at sikre sin familie økonomisk. Derfor havde han været tvunget til at finde en fuldtidsstilling. Einstein var dog yderst overkvalificeret, hvorfor han ikke behøvede at bruge megen tid på sit arbejde, og derfor kunne den unge Einstein i stedet fordybe sig i fysikken.
Sammen med nogle af sine venner dannede Einstein en forening kaldet 'The Olympia Academy' i Bern. Dette var en forening som regelmæssigt mødtes og diskuterede diverse filosofiske og naturvidenskablige problemer.

## Annus Mirabilis Afhandlinger, Mirakelåret 1905
Einstein erhvervede sig sin doktorgrad i 1905 fra universitetet i Zürich. I denne forbindelse havde Alfred Kleiner, professor i fysik, været vejleder. Disputatsen havde titlen: Eine neue Bestimmung der Moleküldimensionen
Året 1905 må nok betegnes som værende Einsteins mest produktive år, hvad angår udgivelse af videnskabelige artikler. Foruden ovenstående doktorgradsafhandling, som også blev udgivet i et anerkendt fysisk tidsskrift, så udgav Einstein fire epokegørende artikler, som alle senere skulle vise sig at ændre fysikfaget og den dertilhørende opfattelse af universet. Af denne grund betegnes året 1905 som Einsteins "mirakelår", og de fire artikler fra 1905 går under betegnelsen som Einsteins Annus Mirabilis afhandlinger og danner i dag grundstenene for den moderne fysik, og endvidere udgjorde de et paradigmeskift i forhold til den klassiske fysik.

### Einsteins fire epokegørende artikler
De fire artikler blev alle udgivet indenfor ca. seks måneder i slutningen af 1905 (juni-november). Umiddelbart var reaktionerne ikke særligt positive eller store, da der ikke for alvor var mange indenfor den akademiske verden som tillagde dem betydning. Den manglende opmærksomhed og interesse skyldes bl.a. at artiklerne beskæftigede sig med nogle kontroversielle emner. Endvidere var nogle af artiklernes konklusioner i modstrid med gængse opfattelser indenfor fysik, hvorfor disse kunne være svære at acceptere for andre fysikere. Dertil skal det tillægges, at Einstein på daværende tidspunkt ikke var specielt kendt, og han arbejdede tilmed for et patentkontor og ikke et universitet ligesom andre fysikere.
Overblik over de fire epokegørende udgivelser:
| Titel | Afleveret          | Udgivet            | Fokusområde               |
| --- | ------------------ | ------------------ | ------------------------- |
| Über einen die Erzeugung und Verwandlung des Lichtes betreffenden heuristischen Gesichtspunkt                                    | 18. marts 1905     | 9. juni 1905       | Fotoelektriske effekt     |
| Über die von der molekularkinetischen Theorie der Wärme geforderte Bewegung von in ruhenden Flüssigkeiten suspendierten Teilchen | 11. maj 1905       | 18. juli 1905      | Brownske bevægelser       |
| Zur Elektrodynamik bewegter Körper                                                                                               | 30. juni 1905      | 26. september 1905 | Speciel relativitetsteori |
| Ist die Trägheit eines Körpers von seinem Energieinhalt abhängig?                                                                | 27. september 1905 | 21. november 1905  | Masse-energi ækvivalens   |

I den første artikel, "Om et heuristisk synspunkt angående lysets frembringelse og omdannelse", introducerede han teorien om den fotoelektriske effekt, principper som bl.a. den moderne laser bygger på. Einstein beskriver i denne artikel lyset som værende en elementarpartikel, hvilket stod i kontrast til den daværende opfattelse af lys, som man opfattede som bølger. Artikel var dermed stærkt medvirkende til tilblivelsen samt udviklingen af begrebet fotoner. Det var endvidere denne artikel, som indbragte Einstein Nobelprisen i fysik i 1921.
Den anden artikel var en kort artikel som omhandler Brownske bevægelser. Artiklen ligger i forlængelse af Einsteins føromtalte doktorafhandling, som han blot havde afleveret to uger tidligere. Brownske bevægelser er et fænomen der blev opdaget af Robert Brown i 1827. Her havde Brown vha. et mikroskop studeret, hvordan nogle mikroskopiske smådele (pollen) opførte sig, når de kom i kontakt med en væske (vand). I denne forbindelse fandt Brown, at de mikroskopiske smådele lavede nogle uregelmæssige bevægelser eller "dansede", så snart de kom i kontakt med væsken. Dette var et yderst bemærkelsesværdigt resultat, som ingen rigtigt kunne forklare.
Det var disse mærkelige bevægelser, som Einstein, næsten 80 år efter det for første gang var blevet iagttaget, ønskede at forklare i sin videnskabelige artikel. Einstein indså nemlig, at disse bevægelser kun kunne forklares såfremt atomet eksisterede. Altså påviste han, at atomet måtte eksistere, og desforuden udregnede han også atomets størrelse.
Det er værd at bemærke, at på daværende tidspunkt (i 1905) var den gængse holdning i det videnskabelige samfund, at et stof ikke havde nogen mindste bestanddel. Altså kunne man blive ved med at opdele stoffet, hvorfor atomet, som per definition er den mindste bestanddel, heller ikke kunne eksistere. Man betragtede i bedste fald atomet som værende et værdifuldt begreb, men man betvivlede hvorvidt atomet reelt eksisterende. Fysikere og kemikere var dermed opdelt i to grupper: dem der mente atomet eksisterende, og dem der ikke mente atomet eksisterede. Sidstnævnte gruppe udgjorde på daværende tidspunkt majoriteten. Einsteins artikel vendte dog dette på hovedet, idet han endegyldigt konkluderede at atomet måtte eksistere.
Einsteins statistiske diskussion af atomets opførsel gav imidlertid eksperimenterende fysikere mulighed for at tælle atomer ud fra almindelige observationer i mikroskoper.
Den tredje artikel indeholdt den specielle relativitetsteori, som omhandler sammenhængen mellem tid og rum. Denne teori erstattede den Newtonske opfattelse af tid og rum, der var blevet udformet af Galileo Galilei og især Isaac Newton over 200 år tidligere. Et af aspekterne ved Newtons love var, at de klart gjorde op med forestillingen om en absolut hviletilstand. Dermed eksisterede det absolutte rum ikke, hvorfor det ikke var muligt at tildele en begivenhed en absolut position i rummet.
Endvidere havde James Clerk Maxwell 40 år tidligere, i 1865, påvist nogle sammenhænge der tydeligt påviste, at lyset altid ville have samme hastighed . Dette var et problem, eftersom det absolutte rum var blev modbevist igennem Newtons love. Derfor stod Maxwell opdagelse i stærk kontrast til Newtons. Det skal i denne sammenhæng dog nævnes, at Isaac Newton selv troede på et absolut rum, hvilket modsiges i hans egne love, eftersom dette i højere grad var i overensstemmelse med hans opfattelse af en absolut gud.
Einstein beundrede Isaac Newton og James Clerk Maxwell, som ligeledes er beskrevet som to af hans helt stor forbilleder og idoler, og derfor brugte han megen tid på at fundere over modsigelserne mellem de to teorier: hvordan kunne lys bevæge sig med en konstant fart i henhold til Maxwell, mens at Newtons love forudsagde, at alle hastigheder var relative? I denne sammenhæng valgte Einstein at tage udgangspunkt i Maxwells teori, og forstillede sig bl.a., at han bevægede sig med lysets hastighed, når han kørte i bus væk fra det gamle ur, Zytglogge, i centrum af Bern. Han spekulerede dermed over, hvad viserne på uret i så fald ville vise? Ligeledes undrede han sig over, hvad et spejl ville vise, når han bevægede sig med lysets hastighed?
Disse dagdrømmerier fik Einstein til at formulere den specielle relativitetsteori, som bygger på to postulater: at alle inertialsystemer er lige gode til at foretage fysisk eksperimenter, og at alle inertialsystemer måler den samme hastighed for lys i vakuum. Såvel medførte den specielle relativitetsteori, at vores forståelse af universet blev ændret, og teorien viste bl.a., at lysets hastighed ikke kunne overstiges. Faktisk kan vi aldrig opnå lysets hastighed, omend der (teoretisk) intet er er i vejen for at vi bevæger os med eksempelvis 99,99% af lysets hastighed. En anden konsekvens af teorien er, at tiden går langsommere, desto hurtigere man bevæger sig.
Et begreb som rumtid er et centralt begreb i teorien, og derfor er det heller ikke underligt, at science-fiction-genren fik en renæssance i kølvandet på udgivelsen af både den generelle og specielle relativitetsteori.
Den fjerde artikel indeholdt sammenhængen mellem masse og energi. Denne artikel indeholdt den verdensberømte formel: E = m ּּּ• c2 Ligningenfastslår, at der er en fundamental sammenhæng mellem masse og energi, hvor c angiver lysets hastighed i vakuum (= 299.792.458 m/s). Adskillige personligheder har betegnet ovenstående ligning som: 'verdens mest kendte ligning'. Således har størstedelen af verdens befolkningen kendskab til dens eksistens, omend man muligvis ikke har kendskab til den bagvedliggende teori samt ligningens anvendelsesmuligheder.
Ligningen har spillet en stor rolle i forbindelse med udviklingen af atombomben og kernekraft.

## Den Generelle Relativitetsteori (1906-1916)
De mange banebrydende artikler i 1905 gjorde ikke Einstein kendt eller verdensberømt med det samme. Han havde endnu ikke skabt sig et navn indenfor det fysiske samfund, og mange af de andre fysikere ville derfor ikke anderkende mange af hans kontroversielle teorier.

### Einstein bliver accepteret i det videnskabelige samfund
En anden tysk fysiker, Max Planck, så muligheder og potentiale i Einstein og hans mange artikler fra 1905, specielt hans artikel omhandlende den specielle relativitetsteori. Planck bidrog derfor positivt til udbredelsen af denne teori, således at den hurtigere blev accepteret i især det tyske videnskabelige miljø.
I 1906 arbejde Einstein dog stadig på patentkontoret i Bern, og det var først i 1908, at han blev udpeget som lektor ved universitet i Bern. På dette tidspunkt blev Einstein dog betragtet som en af de ledende fysikere, og derfor gik der også blot et år, før han, i 1909, blev rekrutteret til universitetet i Zürich på anbefaling af tidligere vejleder, Alfred Kleiner. Man havde netop åbnet et fakultet i teoretisk fysik på universitet i Zürich, og her havde Einstein fået en titel som 'associate professor i teoretisk fysik'. I april 1911 fik Einstein dog endelig den fulde titel som professor, idet han blev ansat ved Charles-Ferdinand Universitetet i Prag, hvilket også medførte, at han fik Østrig-Ungarns statsborgerskab.
Den første Solvay Konference blev afholdt i efteråret 1911, og her blev Einstein inviteret, hvilket for alvor var med til at statuere hans ledende position indenfor det fysiske sammenfund. Han var den anden yngste af de i alt 24 fysikere der var blev inviteret, som bl.a. talte Max Planck, Ernest Rutherford, Marie Curie samt den danske fysiker Martin Knudsen. Solvay Konferencen er en tilbagevende konference, som afholdes med jævne mellemrum, og det var således heller ikke sidste gang Einstein deltog i denne vigtige konference.
I 1912 valgte Einstein at tage tilbage til universitetet i Zürich, hvor han arbejde frem til 1914. Der var i mellemtiden, i 1911, blevet oprettet et elite-institut i Berlin, Kaiser Wilhelm Institut, som havde til formål at fremme forskningen i de naturvidenskabelige fag. I denne forbindelse havde især Max Planck, som i forvejen havde en ledende position på instituttet, ytret sig positivt i forhold til at få Einstein tilknyttet instituttets fysikafdeling. Planck havde været stærkt medvirkende til udbredesen af Einsteins specielle relativitetsteori, og derfor var det også Plancks opfattelse, at Einstein var "hans opdagelse", hvorfor det for Planck var vigtigt at få Einstein tilknyttet instituttet. Derfor rejste Max Planck og Fritz Haber, som var en kendt tysk kemiker der ligeledes var tilknyttet Kaiser Wilhelm Instituttet, i 1914 (umiddelbart før første verdenskrigs udbrud) til Zürich med et jobtilbud, som ville gøre Einstein til den ledende fysiker på instituttets afdeling for fysik. Dette job medførte, at Einstein kunne slippe for at undervise og i højere grad fokusere på selvvalgte forskningsemner. Det lykkes Planck og Haber at overtale Einstein, og Einstein indvilgede derfor i at flytte til Berlin. Således arbejde Einstein på Kaiser Wilhelm Institut i perioden 1914-1932, og han blev på ny tysk statsborger.

### Udformningen af den Generelle Relativitetsteori
Den specielle relativitetsteori gælder kun under nogle specielle omstændigheder, nemlig i de tilfælde hvor man kan se bort fra tyngdekraften. Dette var et problem for Einstein, eftersom han ønskede at skabe en komplet naturlov som ikke var underlagt nogle restriktioner. Det var i midlertidigt problematisk at udvide teorien, eftersom dette betød, at man var nødsaget til at gøre op med Newtons forståelse af tyngdekraften. For mange fysikkere virkede denne opgave som alt for uoverskuelig, hvorfor bl.a. Max Planck også havde frarådet Einstein at begynde at gøre op med den gængse forståelse af tyngdekraften. Dette ville Einstein dog ikke høre på, eftersom han ønskede at skabe en fuldendt teori.
I perioden 1907 til 1915 udarbejdede Albert Einstein således den almene relativitetsteori. I 1907, mens han stadig arbejde på patentkontoret, fik Einstein sin første idé til hvordan han skulle udvide relativitetsteorien. Einstein har senere selv beskrevet denne idé som sin "lykkeligste tanke". Ud fra denne idé formulerede Einstein en artikel, som blev udgivet i 1908, der indeholder den såkaldte grundantagelse i den almene relativitetsteori, ækvivalensprincippet.
Han var overbevist om kausalitet og determinisme og tilhænger af Baruch de Spinozas filosofi og mente, at kvantemekanikken var ufuldstændig.
I 1924 skrev han tre artikler om statistisk kvantemekanik. De var noget af det seneste, han bidrog til fysikken med, selv om han fortsatte med at udgive artikler, indtil han døde. Nogle år senere begyndte han på den berømte dialog med Niels Bohr. Den handlede om kvantemekanik og varede indtil Einsteins død.
Einsteins mest berømte arbejde er ligningen E=mc² fra 1905, der beskriver sammenhængen mellem energi og masse. Ligningen var en vigtig brik i udviklingen af atombomben.

## Einstein og Hitler
Sommeren 1920 gæstede Einstein Norge og Danmark, efter at han tidligere det år for første gang havde mødt Niels Bohr i Berlin. I Oslo var han inviteret af studenterne og holdt offentlige forelæsninger om relativitetsteorien. Han holdt tre foredrag i løbet af sine ti dage i byen, og i løbet af opholdet foreslog flere norske forskere at tilbyde ham et professorat. Einstein var ikke uinteresseret. Lige efter første verdenskrig blev tyske videnskabsmænd boykottet internationalt, samtidig som antisemittiske holdninger var på fremmarch i Tyskland. Einstein blev dermed udsat for angreb fra flere kanter. Dertil gjorde hyperinflationen i Tyskland det svært for ham at opfylde sine bidragsforpligtelser overfor sin første kone og deres to børn, der var bosat i Schweiz. Og ikke mindst: Han og hans nye kone faldt godt til i Norge, hvor han havde mange beundrere. Men da sagen nåede den norske regering, fandtes der ingen penge til det formål. Ellers kunne universitetet i Oslo være blevet et kraftfelt for teoretisk fysik, på linje med København, der Niels Bohr med sin kvantefysik sørgede for at sætte Danmark på verdenskortet. Einstein blev i det mindste valgt til æresmedlem af Studentersamfundet, og senere malede Henrik Lund et portræt af ham, der hænger i Det norske videnskabsakademis lokaler.
Efter mordet på den tyske udenrigsminister Walther Rathenau i 1922, blev Einstein udsat for mordtrusler fra højreekstremister. Allerede i 1921 skrev Hitler om "hebræernes dyrkelse af tysk videnskab". Efter Hitlers magtovertagelse i 1933 blev Einstein beskyldt for at udvikle "jødisk fysik". Einstein flygtede til USA, hvor han fik en stilling ved Institute for Advanced Study i Princeton i New Jersey. Han fik amerikansk statsborgerskab i 1940. Han brugte de sidste femten år af sit liv som en yderst aktiv pacifist, og forsøgte at udvikle en samlende teori for den generelle relativitet og kvantemekanikken. Han døde i Princeton i 1955.
Einstein gik ind for udviklingen af atombomben for at sikre, at Hitler ikke lykkedes først. Allerede 2. august 1939 sendte han et brev til præsident Franklin D. Roosevelt, i hvilket han opfordrede Roosevelt til at igangsætte et program for fremstilling af atomvåben. Men efter verdenskrigens afslutning gik han ind for atomvåbennedrustning og skabelsen af en verdensregering. Han er medforfatter til Russell-Einstein-manifestet om faren ved atomvåben.

## Israel og Einstein
Da præsident Chaim Weizmann døde i 1952, blev Einstein tilbudt at blive Israels anden præsident, men han afslog. Hans religiøse overbevisning lå nærmere Spinozas panteisme. Han mente, at Gud viste sig gennem naturlovenes hellige harmoni og afviste eksistensen af en personlig gud, der skulle være i stand til at interagere med mennesker. Blandt de store religioner foretrak han buddhismen.

## Død
Albert Einstein døde kort efter indlæggelse på et hospital i Princeton. Ved en obduktion blev Albert Einsteins hjerne fjernet uden tilladelse og gemt for nærmere undersøgelser. Hjernen var forsvundet i lang tid, idet en videnskabsmand mente, den var hans ejendom. I Michael Paternitis bog Chauffør for Albert Einstein – gennem USA med geniets hjerne i en plasticboks beskrives hjernens sidste rejse til den rette ejermand.

## Ekstern henvisning
- Biografi om Albert Einstein
- Einstein Archives Online (engelsk)
- Albert Einstein Udvalgte artikler af/om Einstein, sites, bøger mm om Einsteins holdning til den verden han levede i. (Tidsskriftcentret.dk)
- Artikel fra TIME Magazine om Einsteins religiøse holdninger Arkiveret 12. juli 2012 hos  Wayback Machine (engelsk)
- Albert Einstein på Find a Grave (engelsk)
- Albert Einstein på gravsted.dk